# 凯尔格里斯特
凯尔格里斯特（法語：Kergrist，法語發音：[kɛʁɡʁist]）是法国莫尔比昂省的一个市镇，属于蓬蒂维区。

## 地理
凯尔格里斯特（48°8'47"N, 2°57'22"W）面积29.66 平方千米，位于法国布列塔尼大區莫尔比昂省，该省份为法国西北部沿海省份，位于布列塔尼半岛南部，北起阿摩尔滨海省、西接菲尼斯泰尔省，南濒大西洋，东南接大西洋卢瓦尔省，东临伊勒-维莱讷省。
与凯尔格里斯特接壤的市镇（或旧市镇、城区）包括：圣科内克、埃蒙斯图瓦尔、讷利亚克、圣热朗-克鲁瓦桑韦克、盖莱当。
凯尔格里斯特的时区为UTC+01:00、UTC+02:00（夏令时）。

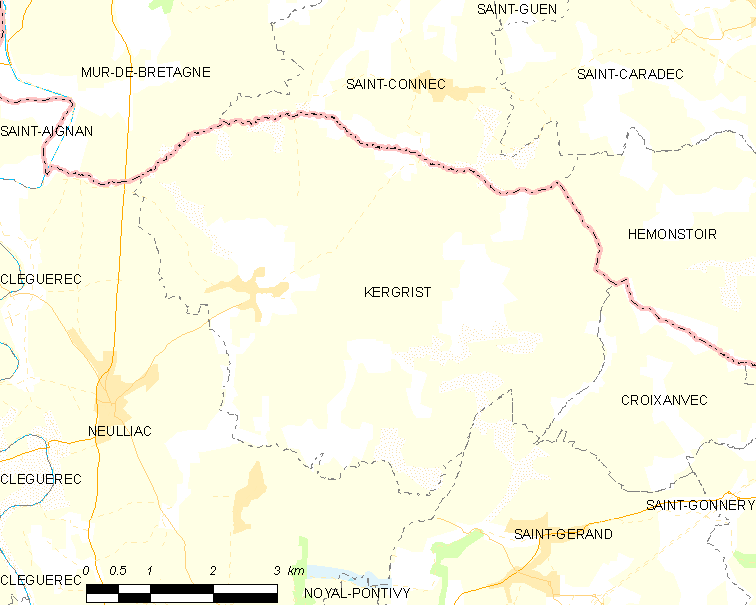
凯尔格里斯特的OSM定位图

## 行政
凯尔格里斯特的邮政编码为56300，INSEE市镇编码为56093。

## 政治
凯尔格里斯特所属的省级选区为古兰县。

## 人口

1962-2008年间凯尔格里斯特人口变化图示

凯尔格里斯特于2022年1月1日时的人口数量为713人。